# Appaleptoneta jonesi
Appaleptoneta jonesi là một loài nhện trong họ Leptonetidae.
Loài này thuộc chi Appaleptoneta. Appaleptoneta jonesi được Willis J. Gertsch miêu tả năm 1974.